# Мария Грация Пия Бурбон-Сицилийская
Мари́я Гра́ция Пи́я Бурбо́н-Сицили́йская (итал. Maria Grazia Pia di Borbone-Due Sicilie), или Мари́я Пи́я Бурбо́н-Сицили́йская (итал. Maria Pia di Borbone-Due Sicilie), полное имя Мари́я ди Гра́ция Пи́я Кла́ра А́нна Тере́за Изабе́лла Луитга́рда Аполло́ния Ага́та Цеци́лия Филоме́на Анто́ния Люци́я Кристи́на Катери́на Бурбо́н-Сицили́йская (итал. Maria di Grazia Pia Chiara Anna Teresa Isabella Luitgarda Apollonia Agata Cecilia Filomena Antonia Lucia Cristina Caterina di Borbone-Due Sicilie; 12 августа 1878, Канны, Третья Французская республика — 20 июня 1973, Мандельё-ла-Напуль, Франция) — принцесса из дома Сицилийских Бурбонов; в замужестве — императорская принцесса Бразилии.

## Биография

### Семья
Родилась в Каннах 12 августа 1878 года. Она была пятым ребёнком из одиннадцати детей в семье Альфонса Марии, графа Казерты и Марии Антуанетты Бурбон-Сицилийской. Оба её родителя происходили из дома Сицилийских Бурбонов и приходились друг другу двоюродными братом и сестрой. После включения Королевства обеих Сицилий в состав единого итальянского государства, члены династии были вынуждены покинуть родину и отправиться в изгнание. Отец принцессы также носил титул наследного принца Королевства обеих Сицилий и являлся главой дома Сицилийских Бурбонов с 1894 по 1934 год. По отцовской линии она приходилась внучкой Фердинанду II, королю обеих Сицилий и Марии Терезе Австрийской, эрцгерцогине из дома Габсбургов. По материнской линии была внучкой Франциска Бурбон-Сицилийского, графа Трапани и Марии Изабеллы Австрийской, эрцгерцогини из дома Габсбургов.

### Брак и потомство
3 (гражданская церемония) и 4 ноября 1908 года в Каннах принцесса Мария Грация Пия Бурбон-Сицилийская сочеталась браком с бразильским принцем Луишем Марией (26.01.1878 — 26.03.1920), сыном императорской принцессы Изабеллы Бразильской и принца Гастона Орлеанского, графа д’Э, основателей Орлеанской ветви бразильской императорской династии дома Браганса. В браке у супругов родились трое детей — два сына и дочь:
- Педру Энрике Афонсу Фелипе Мария Мигель Габриэль Гонзага Рафаэль (13.09.1909 — 05.07.1981), принц Орлеан-и-Браганса, с 1909 по 1920 год принц Гран-Пара[англ.], с 1920 по 1921 год императорский принц Бразилии, с 1921 по 1981 год глава Бразильского императорского дома, 19 августа 1937 года в Нимфенбурге сочетался браком с Марией Елизаветой Баварской (09.09.1914 — 13.05.2011), принцессой из дома Виттельсбахов, в браке с которой стал отцом двенадцати детей;
- Луиш Гаштан Антонио Мария Филипе Мигель Габриэль Гонзага Рафаэль (19.02.1911 — 08.09.1931), принц Орлеан-и-Браганса, с 1921 по 1931 год императорский принц Бразилии, умер, не вступив в брак и не оставив потомства;
- Пия Мария Изабелла Раньера Антония Витория Тереза Амелия Жерарда Раймунда Анна Микаэла Рафаэла Габриэла Гонзага (4.03.1913 — 24.10.2000), принцесса Орлеан-и-Браганса, с 1931 по 1938 год императорская принцесса Бразилии, 12 августа 1948 года в Париже сочеталась морганатическим браком с Рене-Жан-Мари-Николя де Николе, графом Николаи[фр.], в браке с которым стала матерью двух детей.

30 октября 1908 года, после того, как его старший брат отрёкся от права наследования, чтобы вступить в морганатический брак, супруг Марии Грации Пии Бурбон-Сицилийской стал новым императорским принцем Бразилии, а она императорской принцессой.

### Вдовство
Луиш Мария Бразильский участвовал в Первой мировой войне на стороне Франции. Он был тяжело ранен и умер 26 марта 1920 года в Каннах. Несмотря на то, что резиденция вдовствующей принцессы находилась во Франции, она сохраняла тесные связи с Бразилией. В 1922 году Мария Грация Пия, вместе со старшим сыном, ставшим главой Бразильского императорского дома, и другими членами императорской семьи, посетила Бразилию для участия в праздновании столетия со дня обретения страной независимости. Во время этой поездки скоропостижно скончался её свёкор, граф д’Э. В Бразилии вдовствующая принцесса произвела на современников приятное впечатление, особенно на членов монархистской партии. Она участвовала в закладке фундамента на месте будущей статуи Христа-Искупителя в Рио-де-Жанейро, таким образом исполнив просьбу покойной свекрови.
Оставшись вдовой, Мария Грация Пия целиком посвятила себя воспитанию и образованию детей, а после и внуков, оказав большое влияние на формирование их мировоззрения. В 1938 году она стала крёстной матерью своего первого внука Луиша Гаштана, будущего главы Бразильского императорского дома. Вдовствующая принцесса была католичкой, верной институту папства. Мария Грация Пия состояла в переписке и лично встречалась с римским папой Пием X, который на память об их беседе подарил ей свою фотографию.
Умерла в Мандельё-ла-Напуль 20 июня 1973 года и была похоронена рядом с мужем в Королевской капелле в Дрё. В 2010 году дон Жозе Палмейру-Мендес, настоятель территориального аббатства Монсерратской Богоматери в Рио-де-Жанейро, предложил построить в Бразилии усыпальницу для членов императорской фамилии и в столетнюю годовщину со дня смерти Луиша Марии, перезахоронить в ней останки императорского принца, вместе с останками его супруги Марии Грации Пии.

## Награды
- Дама ордена Святой Елизаветы (Королевство Бавария)[4].
- Кавалерственная дама Большого креста справедливости Священного Константиновского ордена Святого Георгия (Королевство обеих Сицилий)[4].